# Joan Banks
Joan Banks (30 d'octubre del 1918 - 18 de gener del 1998) fou una actriu radiofònica, teatral, cinematogràfica i televisiva estatunidenca.
Va néixer a Petersburg, Virgínia Occidental. Va treballar a la ràdio, i participà regularment a la sèrie dels anys '30 Gangbusters, que tenia episodis setmanals basats en crims reals. Es casà amb el seu company en la sèrie i actor de veu en la mateixa Frank Lovejoy, amb el que va tenir dos fills (un nen i una nena). Banks inicià la seva carrera a Hollywood amb petits papers en pel·lícules com Cry Danger (1951) i Washington Story (1952). Banks es feu coneguda als anys '50 i '60 per les seves moltes actuacions com a actriu de repartiment en sèries televisives com I Love Lucy, Private Secretary, Alfred Hitchcock Presents, The Rough Riders, The Many Loves of Dobie Gillis, Perry Mason i Hazel.
El 2 d'octubre del 1962 va morir el seu marit a causa d'un atac de cor, mentre ambdós actuaven en una producció de The Best Man a Nova Jersey. La seva carrera a la ràdio continuà un cop el seu treball en televisió remitís, i actuà en 33 episodis de CBS Radio Mystery Theater entre el 1974 i el 1980. Banks va morir a Los Angeles, Califòrnia, a causa d'un càncer de pulmó. Fou enterrada juntament amb el seu marit al Cementiri de Holy Cross a Culver City, Califòrnia.